# Conrad Bain
Conrad Stafford Bain (4. února 1923, Lethbridge, Alberta, Kanada – 14. ledna 2013, Livermore, Kalifornie, USA) byl kanadsko-americký herec. Proslul zejména svojí rolí Phillipa Drummonda v situační komedii Diff'rent Strokes a jako Dr. Arthur Harmon v Maude. Má bratra-dvojče jménem Bonar Bain.
Narodil se 4. února 1923 v Lethbridge v Albertě v Kanadě. Žil v Livermore v Kalifornii. Od roku 1945 až do roku 2009 (její úmrtí) byl ženatý s Monikou Sloanovou. Měli spolu tři děti. Zemřel 14. ledna 2013 ve svém domě v Livermore v Kalifornii z přirozených příčin ve věku 89 let.